# Android Donut
Android Donut是Google開發的開源Android移動操作系統的第四個版本,版本號為1.6,更新引入的功能包括增加了對CDMA智能手機的支持、額外的屏幕尺寸、電池使用情況指示器和文本到語音引擎. 從 2021 年 9 月 27 日開始，Google將不再允許在運行 Android 2.3.7 Gingerbread 或更低版本的 Android 設備上登錄。現在需要 Android 3.0（在平板電腦上）或 4.0（手機和平板電腦）才能登錄 
甜甜圈是此更新版本主題代號，google用來指定主要Android版本的慣例，運營商迅速以兼容智慧型手機的無線（OTA）更新的形式向客戶推出。

## 特點
Donut 引入的新功能包括：
- 語音和文本輸入搜索增強，包括書籤歷史、聯繫人和網絡。
- 開發人員能夠在搜索結果中包含他們的內容。
- 多語言語音合成引擎，允許任何Android應用程序“說出”一串文本。
- 更輕鬆的搜索和在 Android Market 中查看應用程序屏幕截圖的能力。
- 畫廊、相機和攝像機更完全集成，相機訪問速度更快。
- 用戶可以選擇多張照片進行刪除。
- 更新了對 CDMA/EVDO、802.1x、VPNs和文本的技術支持- 語音引擎。
- 支援WVGA屏幕分辨率。
- 搜索和相機應用程序的速度改進。
- 擴展的Gesture框架和新的GestureBuilder開發工具。